# أوليفر إيفانز

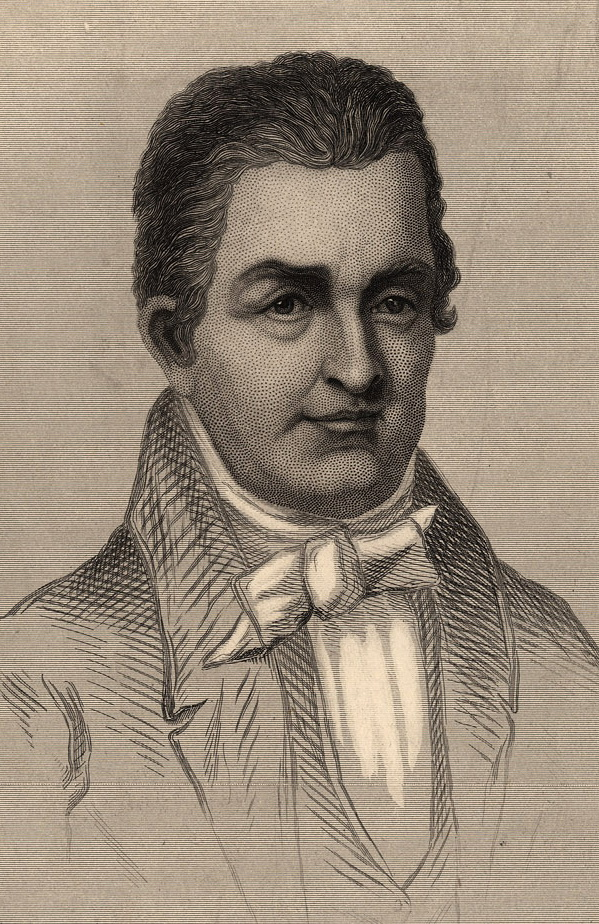
أوليفر إيفانز

أوليفر إيفانز (بالإنجليزية:  Oliver Evans)‏ هو مخترع ومهندس ورجل أعمال أمريكي ولد في ريف ديلاوير وأسس أعماله التجارية لاحقًا في فيلادلفيا. كان من أوائل مصنعي المحركات البخارية في أمريكا ومن مؤيدي استخدام الضغط المرتفع للبخار (مقابل استخدام الضغط المنخفض). يُعتبر إيفانز من الرواد في مجالات التشغيل الآلي، ومعدات مناولة المواد والمحركات البخارية، ومن أبرز المخترعين وأكثرهم إنتاجًا في السنوات الأولى لنشأة الولايات المتحدة الأمريكية. كان الإرث الذي تركه إيفانز عامرًا بالإنجازات، فقد بنى وصنع أول عملية صناعية مؤتمتة بالكامل، وأول محرك بخاري عالي الضغط، وأول مركبة برمائية وأول سيارة أرضية أمريكية تتحرك ذاتيًا.
وُلد إيفانز في نيوبورت بولاية ديلاوير، وتلقى مستوى متواضعًا من التعليم، وفي منتصف سن المراهقة تتلمذ على صناعة العجلات. انضم إلى العمل مع إخوته، وعمل لأكثر من عقد من الزمن في تصميم وبناء مطحنة آلية مجهزة بمعدات مثل سلاسل الدلو والأحزمة الناقلة. وبذلك فقد صمم إيفانز عملية تصنيع تجري بشكل آلي ومستمر ولا تتطلب عمالة بشرية. أثبت هذا المفهوم فيما بعد جوهريته بالنسبة للثورة الصناعية وتطوير الإنتاج الشامل. في وقت لاحق من حياته، التفت إيفانز وحول انتباهه إلى الطاقة البخارية، وبنى أول محرك بخاري عالي الضغط في الولايات المتحدة في عام 1801، إذ طور تصميمه بشكل منفصل عن ريتشارد تريفيثيك، الذي بنى الأول في العالم قبل عام. يُعتبر إيفانز القوة الدافعة في تطوير واعتماد المحركات البخارية عالية الضغط في الولايات المتحدة. حلم إيفانز ببناء مركبة تعمل على البخار، وحقق حلمه في نهاية المطاف، إذ قام ببناء وتشغيل سيارة بخارية في عام 1805. عُرفت باسم أوروكتر أمفيبولوس، وكانت أول سيارة في البلاد وأول مركبة برمائية في العالم، على الرغم من أنها كانت بدائية للغاية بحيث لم تنجح فيما بعد.
كان إيفانز صاحب رؤية وأنتج تصاميم وأفكار سابقة لعصرها، فهو أول من وصف التبريد بانضغاط البخار، واقترح تصميمًا لأول ثلاجة في عام 1805، لكن استغرق الأمر ثلاثة عقود إلى أن قام زميله جاكوب بيركنز ببناء نموذج عملي. وبالمثل، فقد رسم المخططات لتصميم مرجل يعمل بالطاقة الشمسية، ومدفع رشاش، ومفتاح تغيير السرعة البخاري، وآلة جبل العجين، وفرن الخبز المستمر، وعملية الإنقاذ البحري، والمبخر رباعي التأثير، ومخطط الإضاءة بالغاز في المناطق الحضرية، جميعها أفكار وتصميمات لم تُطبق على الواقع إلا بعد وقت من وفاته. كان لإيفانز مؤيدون بارزون وحلفاء سياسيون، لكنه افتقر إلى الكياسة الاجتماعية ولم يكن محبوبًا من قبل العديد من أقرانه. شعر إيفانز بالخيبة والغضب نتيجة عدم الاعتراف بمنجزاته، وأصبح عدائيًا ومريرًا في السنوات اللاحقة، مما أضر بسمعته وتركه في عزلة. على الرغم من أهمية عمله، كثيرًا ما قوبلت مساهماته بالتجاهل (أو نُسبت لأشخاص آخرين بعد وفاته)، لذلك لم يلمع اسمه مثل رواد عصره الآخرين.

## نشأته 1755-83
ولد أوليفر إيفانز في نيوبورت بولاية ديلاوير في 13 سبتمبر 1755 لتشارلز وآن ستالكوب إيفانز. عمل والده إسكافيًا عن طريق التجارة، على الرغم من أنه اشترى مزرعة كبيرة إلى الشمال من نيوبورت على ريد كلاي كريك ونقل عائلته إلى هناك عندما كان أوليفر لا يزال طفلًا. إيفانز هو الخامس بين اثني عشر طفلًا، إذ لديه أربع شقيقات وسبعة أشقاء. لم يُعرف سوى القليل عن نشأة إيفانز، والسجلات الموجودة فقيرة المحتوى حيال سنوات بلوغه. لم تُعرف طبيعة وموقع بداية تعليمه بالضبط، إلا أن معرفته بالقراءة والكتابة كانت قوية بشكل واضح منذ صغره، سواء ككاتب أو قارئ نهم للموضوعات التقنية. في سن السابعة عشر، تدرب إيفانز على صناعة العجلات والعربات في نيوبورت، وتُذكر حكاية من تلك الفترة أن رب عمله، وهو رجل أُمّي وبخيل للغاية، منع إيفانز من استخدام الشموع للقراءة في المساء، فوجد إيفانز طريقة أخرى من خلال جمع قصاصات ونشارة الخشب من عمله أثناء النهار لتكون بمثابة وقود لإضاءة شعلة صغيرة. بدأت حرب الاستقلال الأمريكية عندما كان إيفانز في التاسعة عشر من عمره، وقد التحق بإحدى ميليشيات ديلاوير لكنه لم يذهب للخدمة العسكرية.
بحلول سن الثانية والعشرين، انتقل إيفانز من صناعة العجلات إلى التخصص في تشكيل الأسلاك الدقيقة المستخدمة في أمشاط الغزل، والتي استُخدمت لتمشيط الألياف استعدادًا لعملية الغزل لتصنيع الخيوط. قادته الرغبة في زيادة كفاءة هذه العملية إلى اختراعه الأول، وهي آلة تمتلك القدرة على ثني الأسلاك في المسننات وتقطيعها بسرعة للمساعدة في تجميع الأمشاط. رأى جورج لاتيمر، الذي كان حينها قاضيًا للسلام في نيوبورت، الإمكانيات وراء هذه الآلة وكلف حدادًا بصنعها، وغدت بذلك إحدى أوائل نجاحات إيفانز عندما قُدمت في عام 1778. أراد إيفانز المضي أبعد من ذلك في تصنيع أمشاط الغزل، فطور آلة بإمكانها ثقب الجلد الذي انغرست فيه مسننات السلك. أدى اختراعه إلى تسريع عملية تصنيع النسيج بشكل كبير، إذ أنتج حوالي 1500 مسنن كل دقيقة، على الرغم من أن إيفانز نفسه لم يتمكن من إيجاد دعم مالي لتسويق اختراعه تجاريًا.
ومع ذلك، على مدى العقدين التاليين، أدت ابتكارات تصنيع الأمشاط المستوحاة من إيفانز إلى تطوير إنتاج أمشاط النسيج الآلي، ثم زاد الطلب عليها بسبب تطور صناعة القطن في الجنوب. يُعتقد أن الرواد الأوائل لإنتاج أمشاط النسيج الآلي، بما في ذلك جايلز ريتشاردز وآموس ويتيمور، قد استعانوا بكثافة بتصاميم إيفانز الأصلية.
بدأ إيفانز في تلك الفترة أيضًا بالتجريب على الطاقة البخارية وإمكانيات تطبيقها في التجارة. توجت أفكاره الأولى بطلب براءة اختراع من ولاية ديلاوير في عام 1783 للمركبة التي تعمل بالبخار، ولكن قوبل ذلك بالرفض، نظرًا لأن إيفانز لم يكن قد أنتج نموذجًا عمليًا بعد. في نفس العام، عندما كان يبلغ من العمر 27 عامًا، تزوج إيفانز من سارة توملينسون، وهي ابنة مزارع محلي، في الكنيسة الأسقفية السويدية القديمة في ويلمنجتون.

## روابط خارجية
- أوليفر إيفانز على موقع الموسوعة البريطانية (الإنجليزية)